# Pietro Genovesi
Pietro Orlando Genovesi (født 27. juni 1902 i Bologna, død 5. august 1980 smst.) var en italiensk fodboldspiller, som deltog i de olympiske lege 1928 i Amsterdam.
Genovesi spillede 250 kampe og scorede 35 mål for Bologna FC 1909 i perioden 1919-1933. Han var med til at vinde Serie A to gange med klubben, i sæsonerne 1924/1925 og 1928/1929.
Han debuterede for det italienske landshold i 1921 og spillede i alt ti landskampe frem til 1929. Han var med på holdet ved OL 1928 i Amsterdam, som vandt bronze efter Uruguay og Argentina. Genovese spillede kun med i Italiens kamp om bronze mod Egypten, som de besejrede med 11-3.